# Franciszka Baumgarten
Franciszka Baumgarten, Franziska Baumgarten-Tramer (ur. 26 listopada 1889 w Łodzi, zm. 1 marca 1970 w Bernie) – szwajcarska psycholożka polskiego pochodzenia, profesor honorowy Uniwersytetu w Bernie.
Byłą córką łódzkiego fabrykanta Rafała Baumgartena i Liby z domu Lubliner. Studiowała na Uniwersytecie Jagiellońskim, w Paryżu i na Uniwersytecie w Zurychu, uczęszczała też na wykłady na Uniwersytecie w Bonn i Uniwersytecie Fryderyka Wilhelma w Berlinie. Pracę doktorską obroniła na Uniwersytecie w Zurychu w 1910 roku. Przez pewien czas przebywała w Łodzi, by po wojnie wyjechać do Berna i tam wykładać na uczelni. W 1924 roku wyszła za mąż za psychiatrę Moritza Tramera. W 1929 roku habilitowała się. Była autorką licznych prac w języku niemieckim, francuskim i polskim. Zmarła w 1970 roku. Jej spuścizna przechowywana jest w Schweizerisches Literaturarchiv w Bernie. W 1996 roku ukazała się biografia Franciszki Baumgarten.

## Wybrane prace
- Die Erkenntnislehre von Maine de Biran. Eine historische Studie. Zürich, 1910/11
- Teoria snu Freuda. Neurologja Polska 2, s. 1013–1062, 1912
- Die Lüge bei Kindern und Jugendlichen. Ergebnis einer Umfrage in den polnischen Schulen von Lodz. Leipzig, 1917
- Die psycho-analytische Bewegung. Praktische Psychologie 1, s. 185–193, 1920
- Kłamstwo dzieci i młodzieży: (na podstawie ankiety w szkołach łódzkich). Warszawa: Nasza Księgarnia, 1927
- Die Psychologie der Menschenbehandlung im Betriebe, 1931
- Die Berufseignungsprüfungen, 1929
- Die Testmethode, 1933
- Die Charaktereigenschaften, 1933
- Die Arbeit, 1940
- Beratung in Lebenskonflikten, 1941
- Charakterprüfung der Berufsanwärter, 1941
- Die deutschen Psychologen und die Zeitereignisse, 1949
- Das Heldentum der Akademikerinnen im Kriege. Burgdorf 1950
- E. Stern und F. Baumgarten-Tramer: Die Tests in der klinischen Psychologie. Zürich, 1954
- Die Regulierungskräfte im Seelenleben. München, 1954
- Seelische Not und Vorurteil. Einblick in verworrene menschliche Beziehungen. Freiburg, 1961
- Zur Geschichte der angewandten Psychologie in der Schweiz. Münsingen, 1961
- Janusz Korczak – der polnische Pestalozzi. Düsseldorf, 1965